# Brie (sajt)

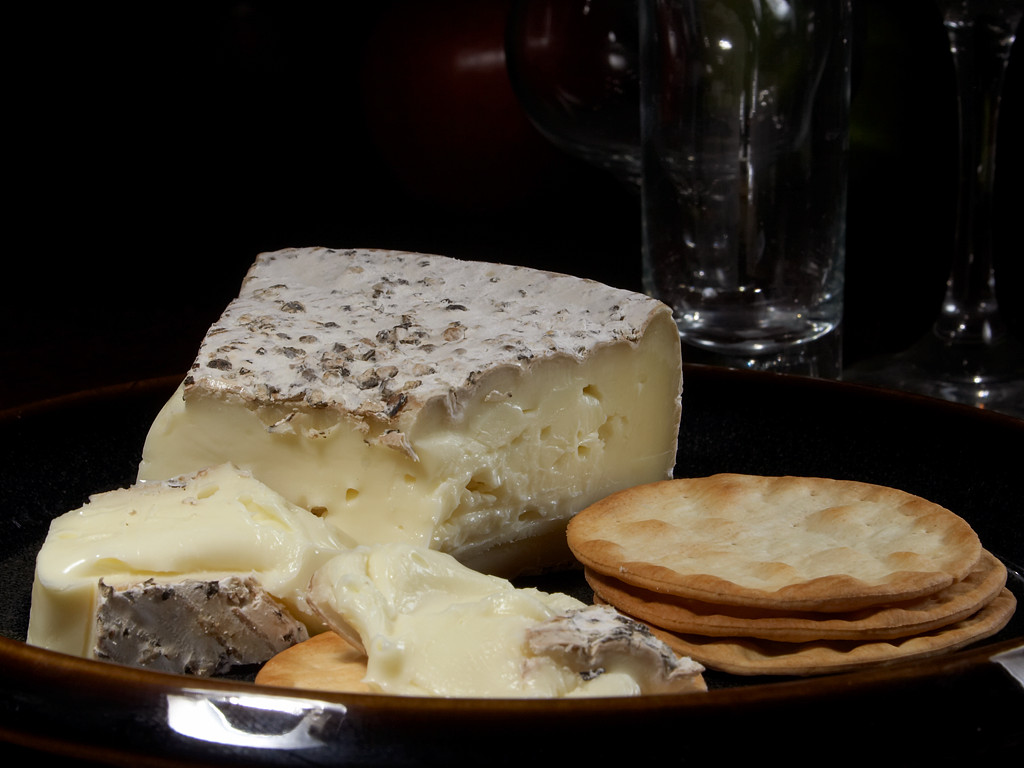
Brie sajt

A brie (ejtsd: brí) francia fehérpenészes lágysajt, a Párizshoz közeli Brie tájegységről kapta nevét. Tehéntejből készül, eredetileg is több változatban. A "Brie de meaux fermier" 45%-os zsírtartalmú – a szárazanyagból számítva – 26–37 cm átmérőjű, 2,5 cm vastag, 1,2-2,8 kg-os  korong. 1-2 hónapig érlelik.
Már az 1815-ös bécsi kongresszuson híressé vált, amikor is Talleyrand a sajtok királyának titulálta.
A Brie de Melun kisebb, könnyebb, és valamivel keményebb változat.